# Panaché (higo)
Panaché es una variedad de higuera de tipo higo común Ficus carica autofértil, unífera, de higos variegados de color verde claro a amarillo con bandas de color verde más intenso y amarillas. Muy cultivado en Cataluña, se cultiva también en Extremadura, Islas Baleares, Francia.

## Sinonimia
- „Bordissot Blanca Rimada“ en Mallorca, Islas Baleares,
- „Abaldufada Rimada“ en Mallorca, Islas Baleares,
- „Blanca Rimada“ en Mallorca, Islas Baleares,
- „Bordissot Rimada“ en Mallorca, Islas Baleares,
- „Alacantina“,
- „Albacor“,
- „Blanca 1“,
- „Bordissot Blanca“,
- „Burdissot Verde“,
- „Calabacita R“,
- „Capoll Llarg“,
- „Fraga“,
- „Gota de Miel“,
- „Maellana Blanca“,
- „Mallea“,
- „Napolitana M“,
- „Sabanita“,
- „Verde Pozuelo“,

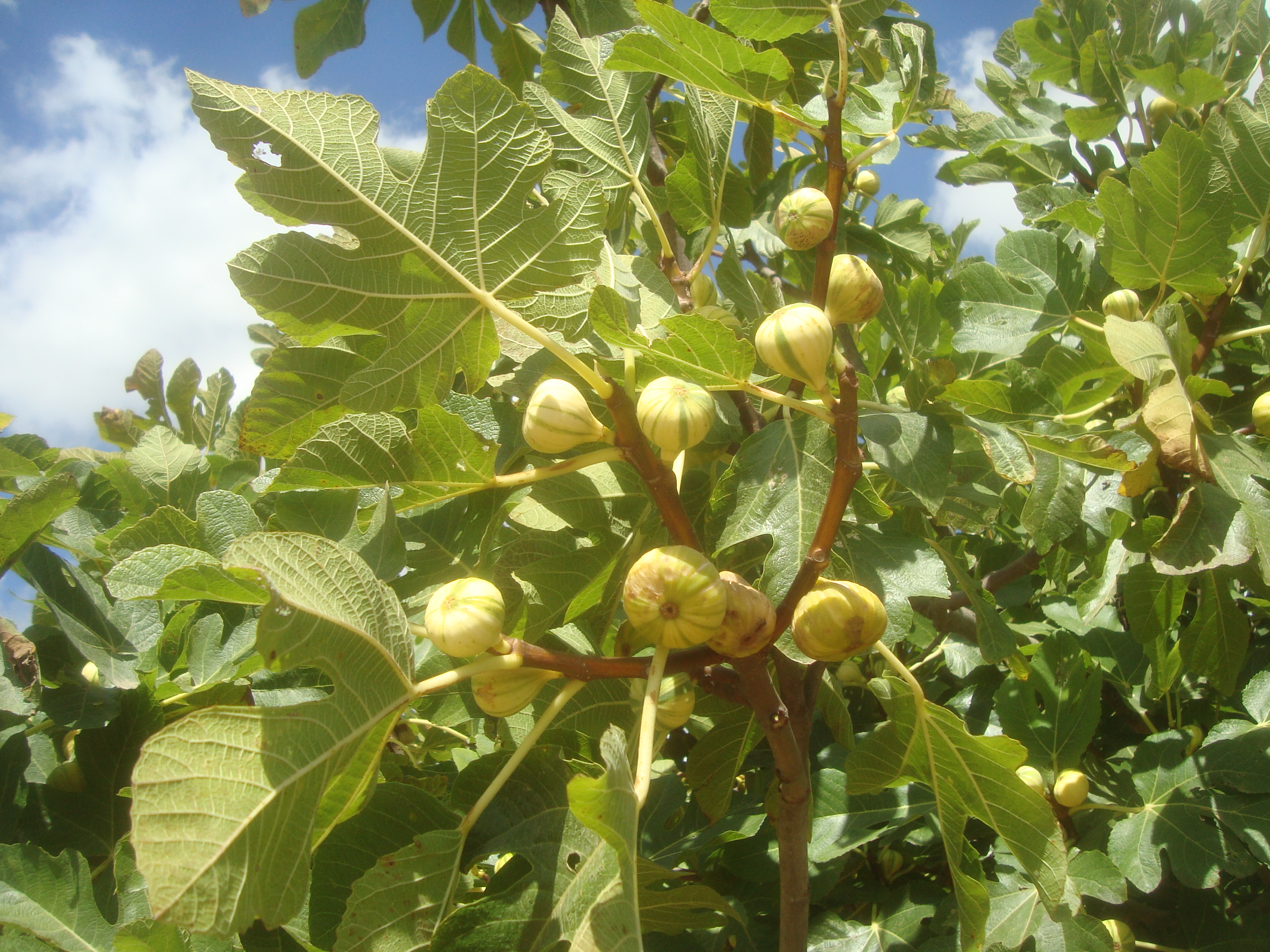
Higos "Panache" (Benllóc, Castellón).

- Higos "Panache" (Benllóc, Castellón).„Panache Tiger Fig“ en Estados Unidos,

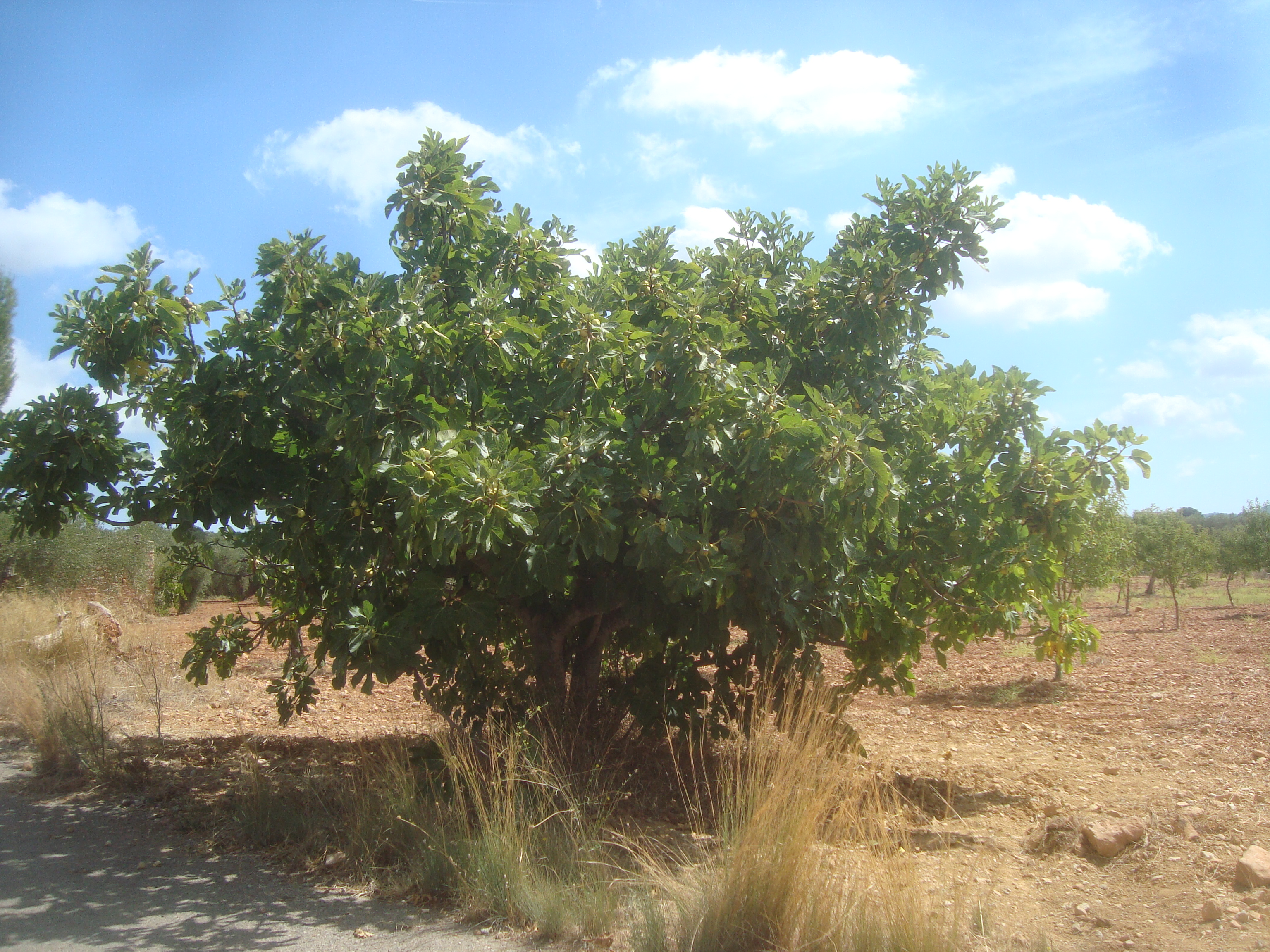
Higuera "Panache" (Benllóc).

- „Variegato“ en Estados Unidos,[5]
- „Panachée“ en Francia,
- Higuera "Panache" (Benllóc).„Bordissot Panachée“ en Francia,
- „Bordissot Rayé“ en Francia,
- „Panache fig“,[6]

## Características
La higuera Panaché tiene un porte semierecto, es una variedad unífera de tipo higo común, de producción solamente de higos.
Los higos Panaché tienen forma urceolada, de color verdoso suave a amarillo con variegación de estampado de bandas de color verde intenso que se mantienen hasta la maduración , al final se difuminan. Su pulpa es de color rojo fresa intenso perfumada y azucarada.
La olor es elegante, ligeramente intenso con notas vegetales y afrutadas.
Los higos tienen un largo pedúnculo, con un diámetro variable pero bastante simétricos en la forma. Se cosechan del 15 de agosto al 15 de octubre.
Apta para consumo en fresco. Son muy susceptibles a la apertura del ostiolo, al agriado y de resistencia baja al transporte.

## El cultivo de la higuera
Los higos Panaché son aptos para la siembra con protección en USDA Hardiness Zones 7 a más cálida, su USDA Hardiness Zones óptima es de la 8 a la 10. Producirá mucha fruta durante la temporada de crecimiento. El fruto de este cultivar es de tamaño mediano a pequeño y rico en aromas.
Se cultiva en Extremadura, Islas Baleares, Cataluña, Francia y debido a su apariencia, en jardines de todo el mundo donde su cultivo es posible.